# デイビッド・E・アプター
デイビッド・アーネスト・アプター (英語: David Ernest Apter、1924年12月18日–2010年5月4日）は、アメリカ合衆国の政治学者・社会学者である。イェール大学の比較政治・社会開発におけるヘンリーJ.ハインツ教授・シニア研究員であった。

## 生涯
1924年12月18日、ブルックリンに生まれる。
12歳のときにレンガ工場の幹部であった父親が他界し、働きに出るために学校を中退した。
1943年に陸軍に徴兵され、その功績から高校卒業資格を得る。
1950年にアンティオーク大学で経済学と政治学の学位を取得。プリンストン大学で政治学を学び、1952年に修士号を取得し、1954年に博士号を取得。1961年と1962年に平和部隊研修プログラムのディレクターを務めた。
ノースウェスタン大学、シカゴ大学 (新興国家比較研究委員会事務局長を務めた）を経て、1961年からカリフォルニア大学（国際研究所所長を務めた）、1969年からイェール大学（政治学・社会学の役職と社会学理事・社会学部長を兼任した）で教鞭をとり、ウィットニー人文学センターの設立フェローであった。1966年に アメリカ芸術科学アカデミーのフェローに選任された。
ファイ・ベータ・カッパの講師のほか、グッゲンハイム・フェロー、オール・ソウルズ・カレッジ客員研究員、プリンストン高等研究所研究員、行動科学先端研究センター研究員、 オランダ人文社会科学高等研究所研究員などを歴任した。
特に新興国の近代化の政治過程を研究し、アフリカ・ラテンアメリカ・日本・中国における民主化や政治的暴力の実地調査を行った。日本では三里塚闘争を取材し、澤良世とともに著書にまとめている。比較政治論、近代化論、政治社会変動論を理論的に発展させるのに貢献した。
2006年に学際的研究への貢献から、マッテイ・ドガン財団の初の受賞者となった。
2010年5月4日、コネチカット州ノース・ヘブンの自宅で癌による合併症で死去した。

## 著書

### 単著
- Apter, David E. (1955). The Gold Coast in Transition. Princeton University Press
- —— (1961). The Political Kingdom in Uganda: A Study in Bureaucratic Nationalism. Princeton University Press
- —— (1963). Ghana in Transition. New York: Atheneum
- —— (1965). The Politics of Modernization. University of Chicago Press (Japanese, Turkish, and Indonesian editions subsequently published)
  - D.E.アプター 著、内山秀夫 訳『近代化の政治学』未來社、東京、1968年。
- —— (1971). Choice and the Politics of Allocation. New Haven: Yale University Press
- Apter, David E.; Sawa, Nagayo (1984). Against the State: Politics and Social Protest in Japan. Harvard University Press. ISBN 978-0-674-00921-9
  - D.E.アプター 著、澤良世 訳『三里塚 もうひとつの日本』岩波書店、東京、1986年6月。ISBN 9784000008778。
- Apter, David E. (1987). Rethinking Development: Modernization, Dependency, and Post-Modern Politics. SAGE Publications. ISBN 0803929722
- Apter, David E.; Saich, Tony (1994). Revolutionary Discourse in Mao's Republic. Harvard University Press. ISBN 978-0-674-76780-5

### 随想集
- Apter, David E. (1973). Political Change. Frank Cass & Company. ISBN 0714629413

Received the Woodrow Wilson Foundation award for the best book of the year on government, politics, or international affairs)

### 共編書
- Apter, David E., ed (1964). Ideology and Discontent. The Free Press of Glencoe. ISBN 0029007607
- Apter, David E.; Joll, James, eds (1971). Anarchism Today. Studies in Comparative Development. Macmillan. ISBN 0333120418
  - D.E.アプター、ジェームズ・ジョル 著、大澤正道,江川允通,見市雅俊 訳『現代のアナキズム』河出書房新社、東京、1973年5月。
- Apter, David E.; Rosberg, Carl G., eds (1993). Political Development and the New Realism in Sub-Saharan Africa. University Press of Virginia. ISBN 0813914795
- Apter, David E., ed (1997). The Legitimization of Violence. NYU Press. ISBN 978-0814706497